# Przedmurze (anatomia)

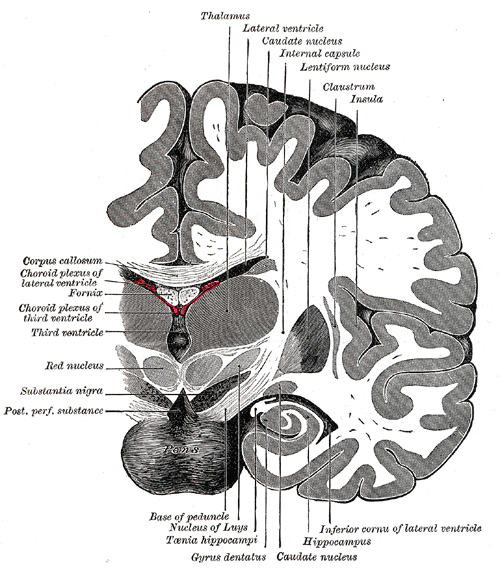
Przekrój czołowy przez mózgowie, zaznaczono m.in. przedmurze

Przedmurze (łac. claustrum) – cienka warstwa istoty szarej leżąca między torebką ostatnią a torebką zewnętrzną mózgu. Grubość przedmurza wynosi 1–2 mm. Torebka zewnętrzna oddziela je od jądra soczewkowatego, a z drugiej strony torebka ostatnia oddziela przedmurze od wyspy. W obrębie przedmurza wydzielono okolice czuciową, wzrokową i słuchową. Tworzy ono sprzężenie zwrotne z korą – tzw. przedmurzowo-korową pętlę neuronalną. Neuroanatomowie nie zaliczają przedmurza do jąder podstawy.
Według Déjerine’a pierwszym, który zwrócił uwagę na tę strukturę, był Félix Vicq-d’Azyr, który przyrównał ją do robaka i nazywał nucleus taeniaformis. Termin claustrum wprowadził niemiecki anatom Friedrich Burdach w swojej pracy „Vom Baue und Leben des Gehirns”. W niemieckim piśmiennictwie przyjęła się nazwa Vormauer, a we francuskim – avantmur. Inne, używane w przeszłości określenia to nucleus lateralis, noyau rubanne lub bandelette vermiculaire.
Francis Crick, zajmujący się w swojej karierze naukowej także neuronalnymi korelatami świadomości, uważał przedmurze za szczególnie istotne dla zrozumienia tego zagadnienia. Ostatnia jego praca, opublikowana już po śmierci uczonego, dotyczyła tej struktury anatomicznej. Przypuszczenia Cricka o ścisłym związku przedmurza z funkcjonowaniem świadomości człowieka potwierdziły również późniejsze badania innych naukowców (m.in. zespół kierowany przez dr. Mohamada Koubeissi w Waszyngtonie).
W przedmurzu mysiego mózgu odkryto 3 neurony, które okalają całe mózgowie.